# Aedes cantans
Aedes cantans (Synonym Ochlerotatus cantans) ist ein Zweiflügler aus der Familie der Stechmücken (Culicidae). Innerhalb der Sammelgattung Aedes wird Aedes cantans in die Untergattung Ochlerotatus gestellt.

## Merkmale
Die Stechmücken sind sechs bis acht Millimeter lang. Ihr Scheitel ist weiß, das Mesonotum hat einen dunkelbraunen Mittelstreif und davon beidseits je einen Seitenstreifen. Der Rand des Mesonotums ist weiß beschuppt. Die Tergite sind an der Basis weiß gebändert, die Tarsen sind weiß geringelt.

## Vorkommen und Lebensweise
Die Tiere sind von Westeuropa bis Zentralsibirien verbreitet und häufig. Sie besiedeln Wälder und fliegen ab Mai bis in den Herbst.

## Systematik
Aedes cantans gehört innerhalb der Gattung Aedes zur Untergattung Ochlerotatus. Ochlerotatus wurde im Jahr 2000 von John F. Reinert als eigene Gattung aus der Gattung Aedes herausgelöst, aber 2015 von anderen Autoren wieder mit dieser vereinigt.